# Gesonula
Gesonula is een geslacht van rechtvleugeligen uit de familie veldsprinkhanen (Acrididae). De wetenschappelijke naam van dit geslacht is voor het eerst geldig gepubliceerd in 1940 door Uvarov.

## Soorten
Het geslacht Gesonula omvat de volgende soorten:
- Gesonula mundata Walker, 1870
- Gesonula punctifrons Stål, 1861
- Gesonula szemaoensis Zheng, 1977